# Mo-BRUK
Mo-BRUK S.A. ist ein polnisches Unternehmen mit Sitz in Korzenna bei Nowy Sącz in der Woiwodschaft Kleinpolen, das im Bereich der Entsorgung von gefährlichen und nicht gefährlichen Industrieabfällen tätig ist. Das Unternehmen betreibt eine Abfallverwertungsanlage, eine Abfallrecyclinganlage, eine Anlage zur Herstellung alternativer Brennstoffe und eine Deponie für Industrieabfälle. Es ist nach eigenen Angaben führend in der industriellen Abfallbehandlungsindustrie in Polen. Das Unternehmen stellt auch alternative Brennstoffe aus kommunalen und industriellen Abfällen, daneben auch Beton her. Es verkauft die Flüssigbrennstoffe in eigenen Tankstellen.
Mo-BRUK ist im polnischen Mittelwerteindex mWIG40 notiert.

## Geschichte
Die Gründung des Unternehmens beginnt 1997 mit der Inbetriebnahme einer Abfallverwertungsanlage in der Gemeinde Korzenna. 2002 wird das Unternehmen Eigentümer einer Deponie für Industrieabfälle in Wałbrzych. 2004 wird hieraus eine Niederlassung und die Deponie wird in eine Recyclinganlage für gefährliche und nicht gefährliche Abfälle umgewandelt. Eine Produktionsstätte für alternative Kraftstoffe wird 2007 im Dorf Karsy, Gmina Sobków, eingeweiht. Der Erwerb von Raf – Ekologia Sp. z o.o. (Verbrennungsanlage für Industrieabfälle) mit Sitz in Jedlicze erfolgt im Jahr 2008.
2010 werden die Aktien des Unternehmens an der Warschauer Börse im alternativen Handelssystem am NewConnect-Markt notiert. 2011 geschah die Unterzeichnung einer Vereinbarung mit dem polnischen Wirtschaftsministerium über die Kofinanzierung des Projekts "Einrichtung eines F+E-Zentrums für umweltfreundliche Abfallbehandlungstechnologien". 2014 wurde die Sondermüllverbrennungsanlage in Karsy in Betrieb genommen. Daneben wurde ein Patent für eine Erfindung mit dem Titel "Verfahren zur Herstellung synthetischer Gesteinskörnungen" durch das Patentamt der Republik Polen erteilt. Basierend auf der patentierten Technologie produziert das Unternehmen Zementgranulat aus Industrieabfällen in zwei Anlagen.
2016 stieg Value Inwestycyjny Zamknięty (Value FIZ) mit einer Minderheitsbeteiligung bei mo-BRUK ein. Im gleichen Jahr wurde eine Kapitalerhöhung durchgeführt. 2018 erwarb Mo-BRUK 38.500 eigene Aktien, 2019 nochmal 60.000 eigene Aktien. 2020 verkauften Ginger Capital und Value FIZ insgesamt 1.405.154 Aktien der Gesellschaft, was 33,3 % der Stimmrechte entspricht. Am 18. März 2022 wurde es in den Mittelwerteindex mWIG40 aufgenommen.

## Aktionärsstruktur
| Aktionär                  | Anteil am Grundkapital |
| ------------------------- | ---------------------- |
| Ginger Capital sp. z o.o. | 35,01 %                |
| Nationale-Nederlanden OFE | 7,37 %                 |
| OFE PZU "Złota Jesień"    | 6,37 %                 |
| Streubesitz               | 51,25 %                |